# جادوگر لاپلاس
جادوگر لاپلاس (انگلیسی: Laplace's Witch) فیلمی ژاپنی در ژانر معمایی و مهیج به کارگردانی تاکاشی میکه است که در سال ۲۰۱۸ منتشر شد. از بازیگران آن می‌توان به شو ساکورایی اشاره کرد. این فیلم اقتباسی از رمان جادوگر لاپلاس از کیگو هیگاشینو است که در ۱۵ مه ۲۰۱۵ به چاپ رسید.